# Ibn Ishaq
Muḥammad ibn Isḥāq ibn Yasār (in arabo محمد بن إسحاق بن يسار‎?; Medina, 704 – Baghdad, 761 o 767) è stato uno storico arabo.
Collezionista di tradizioni orali (khabar), Ibn Isḥāq sarà il primo a metterle per iscritto in quella che sarà la prima biografia riguardante il profeta Maometto.
 Pervenutaci in una versione riveduta da Ibn Hisham, la sua opera biografica s'intitola Sīrat Rasūl Allāh («Vita dell'Inviato di Dio») o al-Sīrat al-nabawiyya.

## Biografia
Era nipote di un tal Yasār, un cristiano catturato ad Ayn al-Tamr nel 633/4 o in una delle campagne militari condotte da Khalid ibn al-Walid. Condotto a Medina come schiavo Yasār si convertì all'Islam e fu affrancato. Suo figlio Ishāq, quale tradizionista, raccolse ḥadīth di cui il figlio Muḥammad ibn Isḥāq si servirà per la stesura della biografia del Profeta.
Ibn Isḥāq, all'età di 30 anni, si recò nella provincia islamica dell'Egitto per ascoltare le letture del tradizionista Yazīd b. Abī Ḥabīb e, in seguito, viaggiò verso oriente, in Persia e nella regione settentrionale siro-irachena della Giazīra, per spostarsi infine nell'attuale Iraq, trasferendosi definitivamente a Baghdad. Qui Ibn Ishāq troverà patroni che favoriranno i suoi studi (Robinson 2003, p. 27). Studiò sotto la guida di al-Zuhrī che, per la sua parentela con alcuni fra i protagonisti della prima comunità musulmana (umma), fu uno dei pionieri della nuova disciplina storica islamica. 

## Contenuto dellaSīra
In questo àmbito Ibn Isḥāq mostrò grande libertà intellettuale nel recepire tradizioni provenienti anche da ambienti non-arabi e d’età preislamica ma la sua chiara simpatia per la causa di ʿAlī ibn Abī Ṭālib − cugino e genero del Profeta nonché quarto califfo (656-661) per i sunniti e primo Imam per gli sciiti - nonché avversario di Muʿāwiya ibn Abī Sufyān, poi primo califfo della dinastia omayyade di Damasco (661-680), gli causò la sorda ostilità degli ambienti vicini al nuovo potere che si rifletté anche sulle generazioni successive. 
Forti contrasti metodologici e contenutistici lo opposero anche al giurista medinese Mālik b. Anas, col quale non mancarono forse gravi screzi di carattere personale, e a Hishām ibn ʿUrwa. I contrastanti giudizi che su di lui espressero gli studiosi sono ben sintetizzati dal grande giurista e teologo Aḥmad b. Ḥanbal, che qualche decennio più tardi ne lodava l’autorevolezza nel campo della cronaca delle operazioni militari guidate dal Profeta e dai suoi Compagni (maghāzī) ma ne sviliva le competenze più strettamente giuridiche.
Ibn Hishām, convinto sostenitore della linea metodologica dei muḥaddithūn (esperti collettori e studiosi dei ḥadīth, che attribuivano somma importanza all’affidabilità religiosa e tecnica dei trasmettitori, espunse dall’opera di Ibn Isḥāq ogni passaggio da lui ritenuto non perfettamente consono all’assetto ufficiale assunto dall’Islam (come ad esempio il dibattuto episodio dei “versetti satanici” che qualcuno diceva fossero stati pronunciati dal Profeta e che altri qualificavano come esperienza mistica), giustificando il suo operato col fatto che Ibn Isḥāq non faceva riferimento esplicito ad alcun trasmettitore. Più probabilmente, le critiche derivarono però dall’assetto sostanzialmente razionalizzante della Sīra, pur all'interno di una visione fideistica nei suoi fondamenti. 

L’importanza del lavoro di Ibn Isḥāq è però ben dimostrata dal fatto che fra i suoi informatori si possono annoverare personaggi di assoluto rilievo e credibilità della prima generazione di musulmani e che fra i suoi discepoli figurano studiosi di eccezionale levatura scientifica e morale: da Sufyān al-Thawrī a Yaḥyà ibn Saʿīd al-Anṣārī, da Ibn Jurayj a Ḥammad ibn Zayd, da Shuʿba ibn al-Ḥajjāj a Sufyān ibn ʿUyayna.

## Opere
Ibn Isḥāq scrisse numerosi lavori, nessuno dei quali è giunto però fino a noi nella sua veste originaria, malgrado se ne conservino parti non trascurabili in vari passaggi del capolavoro annalistico di Ṭabarī, il Taʾrīkh al-rusul wa l-mulūk (Storia dei profeti e dei Re). 
Tra esse si ricordano l'al-Mubtadaʾ wa al-baʿth wa al-maghāzī, il Kitāb al-khulafāʾ, e un libro di tradizioni di rilevanza anche giuridica, il Sunan (Ḥājjī Khalīfa, II, 1008).
La sua raccolta di ḥadīth riguardanti il profeta Maometto sopravvive essenzialmente in due filoni:
- una versione scritta (o recensione) del suo studente Bakkāʾī, edita poi da Ibn Hisham. Se il lavoro di Bakkāʾī è andato perduto, sopravvive però quello di Ibn Hishām[6]

- una versione scritta (o recensione) preparata dal suo allievo Salama ibn Faḍl al-Anṣārī. Della stessa, è possibile rinvenire le parti entro varie opere, fra cui il capolavoro annalistico di Ṭabarī (Storia dei profeti e dei re)[6].

A queste si aggiungano lacerti di altre recensioni (elencati da Alfred Guillaume a p. xxx della sua Prefazione); ma molti sono talmente frammentari da non avere quasi nessuna utilità.
Secondo Fred McGrew Donner, il materiale in Ibn Hishām e Ṭabarī è «praticamente identico»; salvo alcune informazioni presenti solo in Ṭabarī.
A mo' d'esempio, la nota tradizione riguardante i Versetti Satanici, in cui si dice che Maometto avesse aggiunto sue personali parole al testo coranico (sotto l'influenza di Iblīs), si trova solo in Ṭabarī; occorrerà sottolineare che la stessa tradizione è riportata nel K. al-maghāzī di al-Wāqidī, il quale – è risaputo – impiegò vario materiale proveniente da Ibn Isḥāq (poi purgato da Ibn Hishām).